# Девичья весна
«Девичья весна» — музыкальная кинокомедия режиссёров Вениамина Дормана и Генриха Оганесяна.

## Сюжет
Хореографический ансамбль «Девичья весна», вернувшийся с зарубежных гастролей, получил приглашение приехать с концертами в город Горький, на Сормовский кораблестроительный завод.
Пассажиры теплохода рады таким пассажирам, ведь они много репетируют, по сути, выступая с концертами. Влюблённый в Галину Соболеву — Володя Макеев — проникает на теплоход и устраивается подсобным рабочим на кухню.

## В ролях
- Мира Кольцова — Галина Соболева, солистка хореографического ансамбля
- Лев Барашков — Володя Макеев
- Владимир Лепко — Владимир Алексеевич Гамба, директор ресторана
- Иван Рыжов — вахтёр на заводе
- Алексей Ванин — матрос Лёша
- Гарэн Жуковская — Анна Алексеевна Луговая, руководитель хореографического ансамбля
- Евгения Мельникова — Соболева, мама Галины
- Джелла Агафонова — Лена Шатрова
- Галина Петрова — Верочка
- Люсьена Овчинникова — Анастасия Пчёлкина, повар на пассажирском теплоходе «Эльбрус» (в титрах Людмила Овчинникова)
- Виктор Речман — эпизод (нет в титрах)
- Георгий Слабиняк — Сергей Иванович, помощник капитана
- Эмма Трейвас — Ангелина Антоновна, шеф-повар
- Георгий Тусузов — повар Безногов
- Александр Денисов — капитан теплохода
- Антонина Богданова — бабушка Гали
- Игорь Кириллов — корреспондент (камео)
- Владимир Дорофеев — Александр Васильевич, дедушка Галины
- Марина Григорьева — участница ансамбля
- Александр Дегтярь — отец Гали
- Людмила Краузова — участница ансамбля
- Маргарита Кутахова — участница ансамбля
- Маргарита Жарова — Зинка, повариха (нет в титрах)
- Хореографический ансамбль «Берёзка»

## Съёмочная группа
- Автор сценария: М. Долгополов, Иосиф Прут, Надежда Надеждина
- Режиссёры-постановщики: Вениамин Дорман, Генрих Оганесян
- Оператор-постановщик: Вячеслав Шумский
- Художники-постановщики: Марк Горелик, Сергей Серебреников
- Композитор: Александр Флярковский
- Директор фильма: Владимир Марон